# Исидора Симијоновић
Исидора Симијоновић (Београд, 21. јун 1995) српска је глумица.

## Биографија
Дипломирала је глуму на Академији уметности београдског Алфа универзитета у класи професорке Мирјане Карановић.
Дебитовала је 2010. године, још као средњошколка, у Позоришту Бошко Буха, улогом Иване у представи Пази вамо у режији Бојане Лазић. Наредних година Исидора је играла у већини београдских позоришта.
Добитница је Стеријине награде из Фонда ,,Дара Даринка Чаленић″ за најбољу младу глумицу 2018. године, за улогу у представи Јами Дистрикт.
Филмску каријеру је започела у филму Клип, дебитантском остварењу Маје Милош, у коме је остварила главну улогу. Тумачила је лик Јасне, тинејџерке која живи окружена оскудицом београдских предграђа. Добитница је неколико признања на фестивалима за ту улогу, међу којима су награде за најбољу глумицу на фестивалима у Литванији и у Лесковцу.
Најзначајнију телевизијску улогу остварила је у серији Јутро ће променити све, где је играла Сашу. Популарност  је стекла и улогом Руже у крими серијалу Убице мог оца. Током година остварила је улоге у неколико домаћих серија, међу којима је и мини-серија Породица.
Добитница је и награде за најбоље глумачко остварење на фестивалу Нови тврђава театар 2017. године, као и награде за најбољу младу глумицу фестивала Заплет у Бањалуци исте године.
Исидора се бави и музиком. Завршила је Музичку школу „Станковић” у Београду, одсек за клавир. Једно време је била певачица групе Vrooom.

## Улоге

### Филмографија
| Год.       | Назив                   | Улога             | Напомена                |
| ---------- | ----------------------- | ----------------- | ----------------------- |
| 2010-те    |                         |                   |                         |
| 2012.      | Клип                    | Јасна             | главна улога            |
| 2013.      | Где је Нађа?            | Сандра            |                         |
| 2014.      | Атомски здесна          | Душица            |                         |
| 2016.      | Добра жена              | Катарина          |                         |
| 2017.      | Мамурлуци               | девојка активиста | ТВ серија               |
| 2018—2019. | Убице мог оца           | Ружа              | ТВ серија, 15 епизода   |
| 2018.      | Комшије                 | Олгица            | ТВ серија, 9 епизода    |
| 2018.      | Јутро ће променити све  | Саша (Александра) | ТВ серија, главна улога |
| 2020-те    |                         |                   |                         |
| 2020.      | Мочвара                 | Неда              | ТВ серија, 1 епизода    |
| 2021.      | Породица                | новинарка Наташа  | ТВ серија, 5 еп.        |
| 2021.      | Време зла               | Нађа Луковић      | ТВ серија               |
| 2022.      | Метаморфозе             |                   |                         |
| 2023.      | Поред тебе              | Анастасија        |                         |
| 2021-2024. | Азбука нашег живота     | Ана               | ТВ серија               |
| 2024.      | Време смрти (ТВ серија) | Душанка Луковић   |                         |
| 2024.      | Поред нас               | Анастасија        |                         |
| 2024.      | Воља синовљева          | Анђелија          |                         |

### Позоришне представе
| Година | Представа                | Улога   | Режија            | Позориште                    |
| ------ | ------------------------ | ------- | ----------------- | ---------------------------- |
| 2010.  | Пази вамо                | Ивана   | Бојана Лазић      | Позориште Бошко Буха Београд |
| 2016.  | Гозба                    | Душица  | Вељко Мићуновић   | Звездара театар              |
| 2017.  | Сумњиво лице             | Марица  | Војкан Арсић      | Рефлектор театар             |
| 2018.  | Јами дистрикт            |         | Кокан Младеновић  | Битеф театар                 |
| 2018.  | Осама — касаба у Њујорку | Есма    | Дарко Бајић       | Звездара театар              |
| 2018.  | Балава                   | Балава  | Андреј Носов      | Београдско драмско позориште |
| 2018.  | М.И.Р.А.                 |         | Андраш Урбан      | Битеф театар                 |
| 2019.  | Сан летње ноћи           | Хермија | Кокан Младеновић  | Народно позориште у Београду |
| 2019.  | Сумрак богова            | Мартин  | Јагош Марковић    | Београдско драмско позориште |
| 2019.  | Тестирано на људима      | Ева     | Бојан Ђорђев      | Атеље 212                    |
| 2020.  | Југојугославија          |         | Бон Парк          | Београдско драмско позориште |
| 2021.  | Цемент Београд           |         | Себастијан Хорват | Београдско драмско позориште |

### Спотови
- Викенд убија — Драм (2021)[19]